# Fay-les-Étangs
Fay-les-Étangs ist eine französische Gemeinde mit 470 Einwohnern (Stand 1. Januar 2022) im Département Oise in der Region Hauts-de-France. Sie gehört zum Arrondissement Beauvais, zur Communauté de communes du Vexin Thelle und zum Kanton Chaumont-en-Vexin.

## Geographie
Die Gemeinde Fay-les-Étangs liegt in der Landschaft Vexin françois, 14 Kilometer ostsüdöstlich von Gisors. Sie erstreckt sich im Süden bis zum Canal de Marquemont im Tal des Oberlaufs der Troësne.

## Toponymie
Die Gemeinde führt den Zusatz -les-Étangs seit 1965.

## Einwohner
| Jahr                       | 1962 | 1968 | 1975 | 1982 | 1990 | 1999 | 2006 | 2012 | 2021 |
| -------------------------- | ---- | ---- | ---- | ---- | ---- | ---- | ---- | ---- | ---- |
| Einwohner                  | 151  | 160  | 168  | 258  | 284  | 368  | 395  | 447  | 468  |
| Quellen: Cassini und INSEE |      |      |      |      |      |      |      |      |      |

## Sehenswürdigkeiten
- Kirche Saint-Vaast[1]
- Schloss

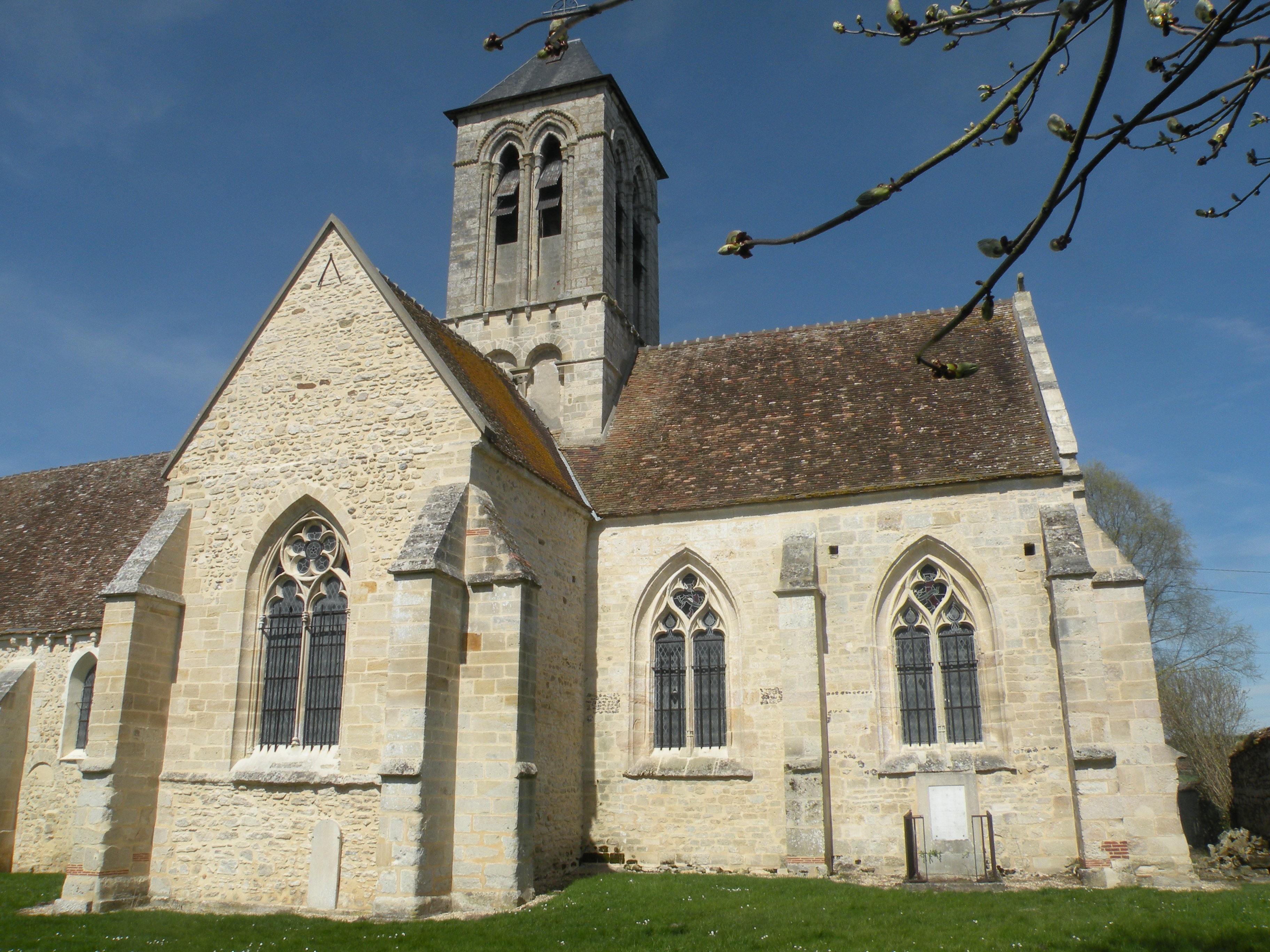
Kirche Saint-Vaast
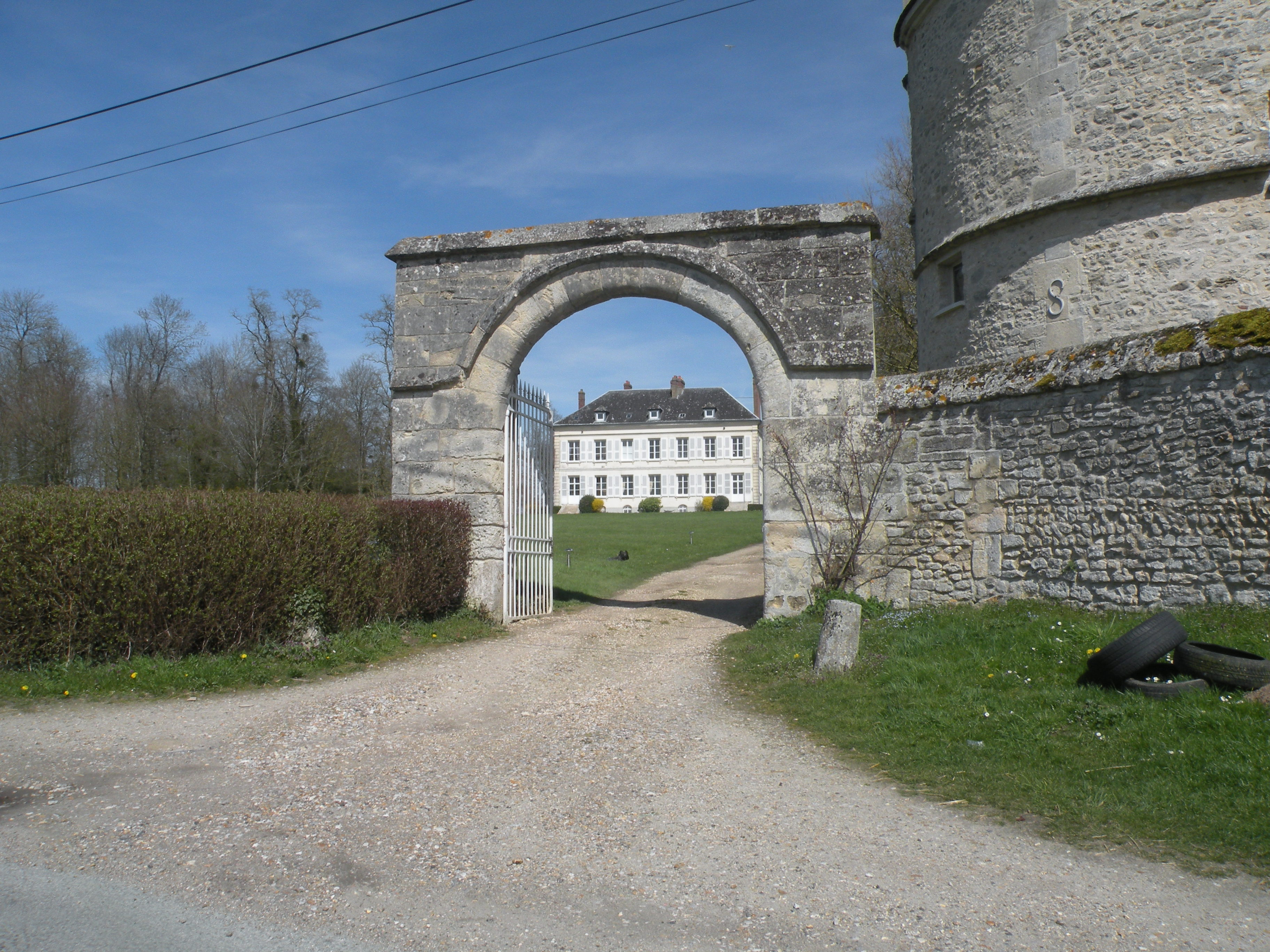
Schloss
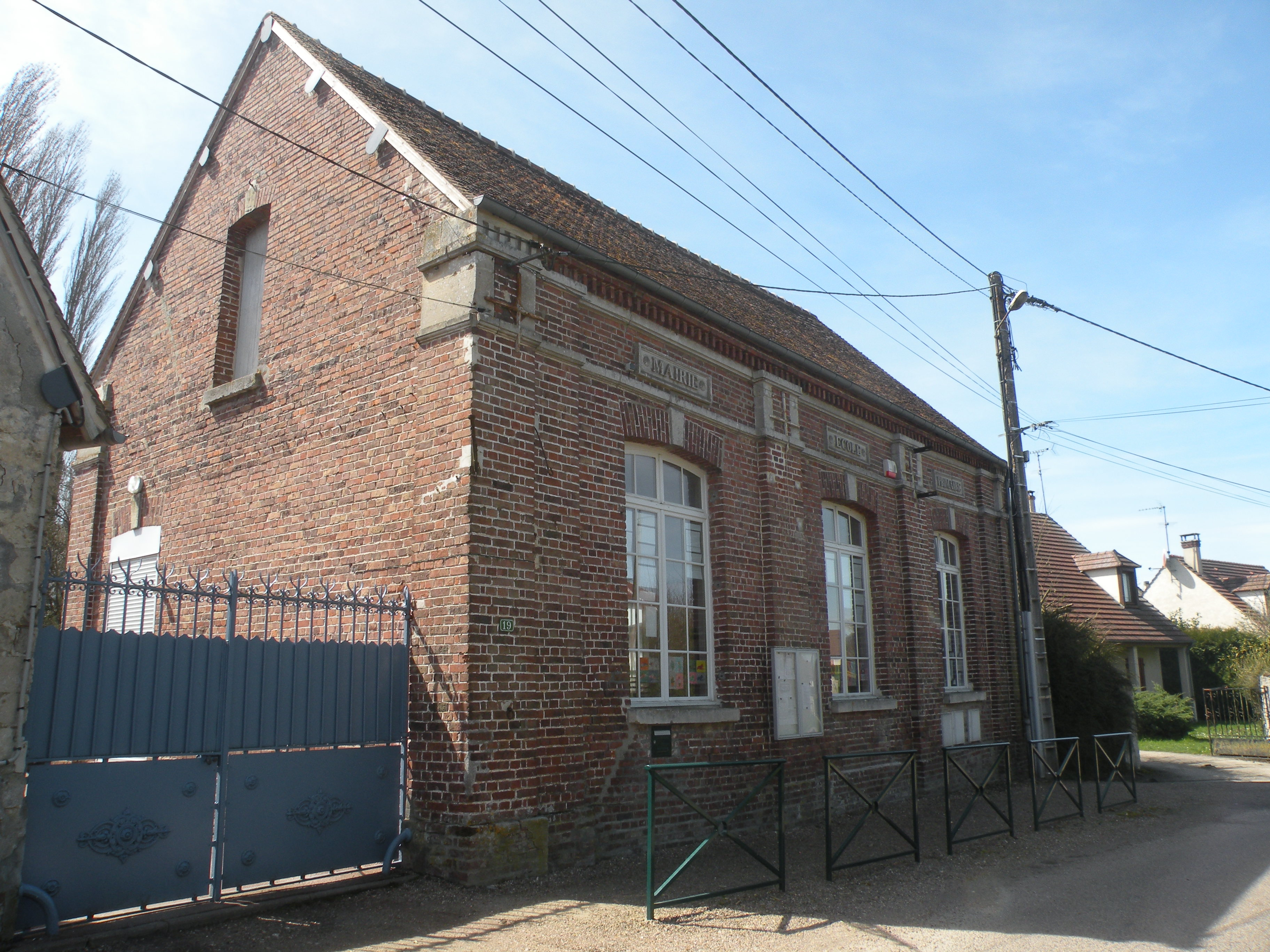
Schule
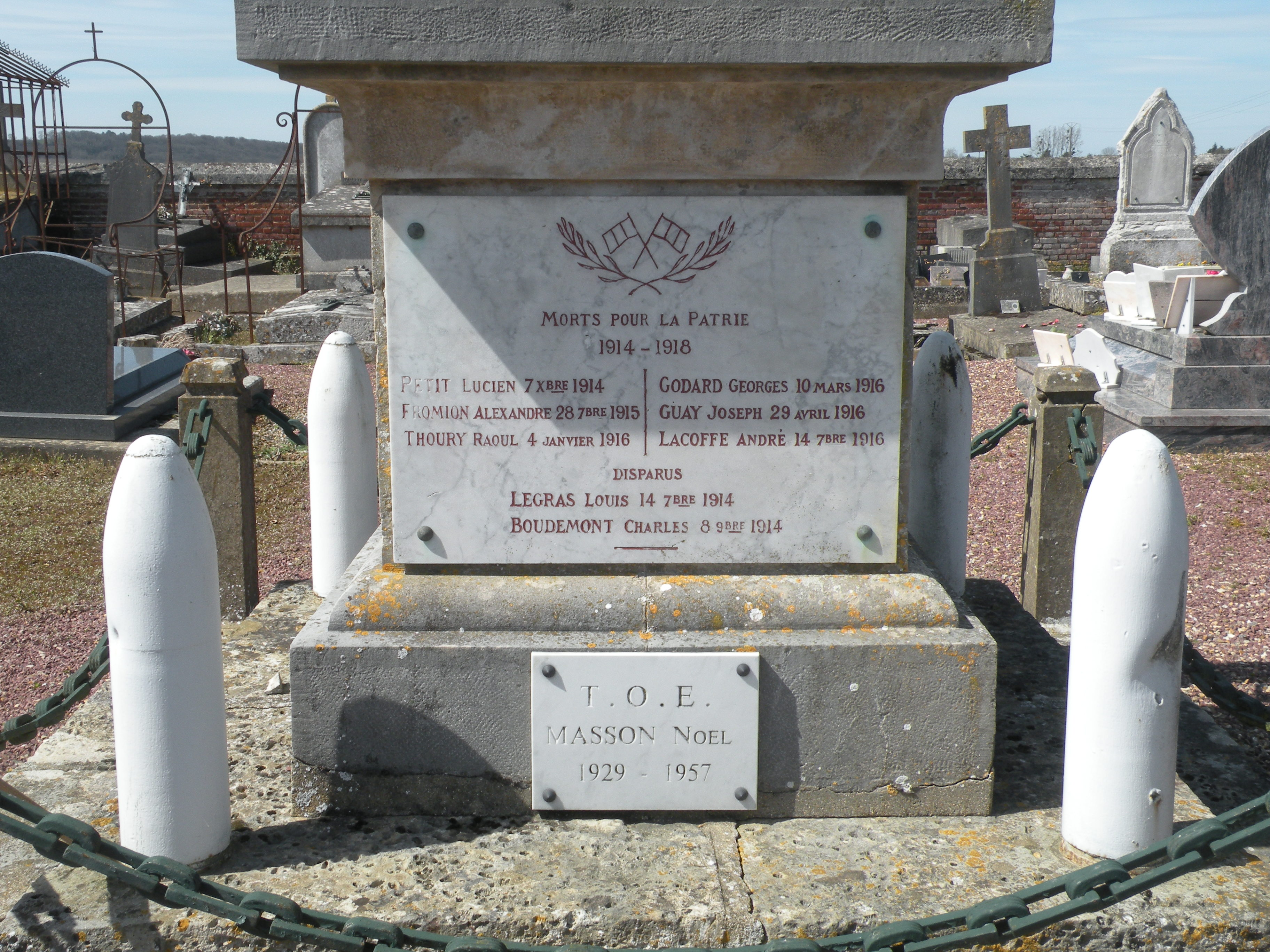
Gefallenendenkmal